# Canfield (Ohio)
Pour les articles homonymes, voir Canfield.
Canfield est une ville américaine située dans le comté de Mahoning, dans l'Ohio. Selon le recensement de 2020, sa population est de 7 699 habitants.